# Wolfgang Welsch
Wolfgang Welsch (* 17. října 1946 ve Steinenhausenu) je německý filosof a jeden z nejvýznamnějších německojazyčných teoretiků postmoderny.

## Život
Ve 20 letech započal svá studia archeologie, dějiny umění, filosofie a psychologie na universitách v Mnichově a Würzburgu. Studium úspěšně zakončil ve Würzburgu v roce 1974 disertační prací na téma princip frotáže Maxe Ernsta. O osm let později zveřejnil svůj habilitační spis Aisthesis.
V letech 1988 až 1993 vyučoval na bamberské universitě. Poté přijal místo na magdeburské universitě a zde zůstal do roku 1998. Od zimního semestru 1998/99 působí jako profesor teoretické filosofie na universitě v Jeně. Jako hostující profesor přednášel v roce 1987 na erlangenské universitě a v roce 1987/88 na Svobodné univerzitě v Berlíně. Zimní semestry 1992/93 a 1994/95 přednášel na Humboldtově univerzitě v Berlíně a na Stanfordově univerzitě. V roce 1998 byl činný také na Emory University v Atlantě, státě Georgie a v roce 2000/01 na Stanford Humanities Center.
Roku 1992 obdržel společně s Gianni Vattimem cenu Maxe Plancka za Výzkum.
Těžiště jeho bádání jsou (únor 2005) v epistemologii a antropologii, filosofické estetice a teorii umění, kulturní filosofii (teorie transkulturní společnosti) a filosofii současnosti.
V roce 2011 se stal členem Kolegia Friedricha Nietzscheho ve Výmaru. Ve své přednáškové činnosti se věnuje především tématu "Člověk a svět – druhá strana antropického způsobu myšlení moderny".
Žije v Berlíně.

## Dílo
- Frottage: philosophische Untersuchungen zu Geschichte, phänomenaler Verfassung und Sinn eines anschaulichen Typus. (Frotáž: filosofické výzkumy k dějinám, fenomenální kondici a smyslu názorného prototypu.) Univ. Würzburg, Dis., 1974
- Aisthesis: Grundzüge und Perspektiven der Aristotelischen Sinneslehre. (Aisteze: hlavní rysy a perspektivy aristotelovské nauky o smyslu.) Klett-Cotta, Stuttgart 1987, ISBN 3-608-91447-1.
- Ästhetisches Denken. (Estetické myšlení.) Reclam, Stuttgart 1990, ISBN 3-15-008681-7.
- Grenzgänge der Ästhetik. (Hranice estetična.) Reclam, Stuttgart 1996, ISBN 3-15-009612-X.
- Vernunft. Die zeitgenössische Vernunftkritik und das Konzept der transversalen Vernunft. (Rozum. Dobová rozumová kritika a koncept transversálního rozumu.) Suhrkamp, Frankfurt nad Mohanem 1996, ISBN 3-518-28838-5 (stw. 1238).
- Unsere postmoderne Moderne. (Naše postmoderní moderna.) 7. vydání. Akademie Verlag, Berlín 2002, ISBN 3-05-003727-X.
- Wege aus der Moderne: Schlüsseltexte der Postmoderne-Diskussion. (Cesty z moderny: klíčové texty diskuse o postmoderně) 2., revidované vydání. Akademie Verlag, Berlín 2002, ISBN 3-05-002789-4. Unsere postmoderne Moderne